# USS Casablanca (CVE-55)
USS Casablanca (ACV-55/CVE-55) là một tàu sân bay hộ tống, chiếc dẫn đầu của lớp tàu mang tên nó được Hải quân Hoa Kỳ chế tạo trong Chiến tranh Thế giới thứ hai; tên nó được đặt theo thành phố Casablanca, Maroc thuộc Bắc Phi, nơi diễn ra cuộc Hải chiến Casablanca vào năm 1942. Casablanca đã hoạt động cho đến hết Thế Chiến II, xuất biên chế năm 1946 và bị bán để tháo dỡ năm 1947.

## Thiết kế và chế tạo
Con tàu lần lượt trải qua ba cái tên và ba ký hiệu lườn khác nhau. Thoạt tiên mang cái tên Ameer và ký hiệu lườn AVG, nó trở thành ACV-55 vào ngày 20 tháng 8 năm 1942 trước khi được đặt lườn vào ngày 3 tháng 11 năm 1942 tại Xưởng tàu Vancouver của hãng Kaiser Company, Inc. ở Vancouver, Washington. Nó được đổi tên thành Alazon Bay vào ngày 23 tháng 1 năm 1943 trước khi được đổi tên thành Casablanca và hạ thủy vào ngày 5 tháng 4 năm 1943; được đỡ đầu bởi bà Eleanor Roosevelt. Cuối cùng ký hiệu lườn của Casablanca được đổi thành CVE-55 vào ngày 15 tháng 7 năm 1943 sau khi nó được Hải quân sở hữu và nhập biên chế vào ngày 8 tháng 7 năm 1943 dưới quyền chỉ huy của Hạm trưởng, Trung tá Hải quân W. W. Gallaway.

## Lịch sử hoạt động
Gia nhập Hạm đội Thái Bình Dương sau khi đưa vào hoạt động, Casablanca hoạt động như một tàu huấn luyện cho thủy thủ đoàn tàu sân bay hộ tống tại khu vực eo biển Juan de Fuca cho đến tháng 8 năm 1944. Nó khởi hành từ San Francisco, California vào ngày 24 tháng 8, vận chuyển nhân sự, máy bay và xăng máy bay đến đảo Manus, căn cứ chủ yếu cho các chiến dịch tại Tây Thái Bình Dương. Quay trở về Seattle, Washington vào ngày 8 tháng 10, nó tiếp nối hoạt động huấn luyện tại Puget Sound cho đến ngày 22 tháng 1 năm 1945, khi nó được đại tu sửa chữa tại San Diego.
Lại ra khơi vào ngày 13 tháng 3, Casablanca ghé qua Trân Châu Cảng trước khi chuyển giao hành khách và máy bay vận chuyển từ vùng bờ Tây đến đảo Guam. Hoạt động trong vai trò một tàu vận chuyển hành khách, máy bay và xăng máy bay, nó di chuyển qua lại giữa Samar, Manus và Palau cho đến ngày 12 tháng 5, khi nó quay trở về vùng bờ Tây để đại tu.
Casablanca quay trở lại Trân Châu Cảng cùng hành khách vào ngày 24 tháng 6, và trong suốt mùa Hè đã vận chuyển thủy thủ cùng phi công từ bờ Tây đến Trân Châu Cảng và Guam. Sau một giai đoạn ngắn làm nhiệm vụ chuẩn nhận huấn luyện phi công tàu sân bay ngoài khơi Saipan trong tháng 8, nó vận chuyển nhân sự quân đội quay trở về nhà, về đến San Francisco vào ngày 24 tháng 9.
Tiếp tục trợ giúp vào việc hồi hương binh lính, thủy thủ và Thủy quân Lục chiến từ Mặt trận Thái Bình Dương, Casablanca vận chuyển hành khách trong hành trình từ Trân Châu Cảng về vùng bờ Tây trong tháng 9 và tháng 10, rồi sang tháng 11 đã thực hiện chuyến đi từ Trân Châu Cảng đến Espiritu Santo và Nouméa, đón nhận thêm nhiều hành khách. Chuyến cuối cùng trong khuôn khổ Chiến dịch Magic Carpet là từ ngày 8 tháng 12 năm 1945 đến ngày 16 tháng 1 năm 1946, đi từ San Francisco đến Yokohama. Casablanca rời San Francisco vào ngày 23 tháng 1 để đi Norfolk, Virginia, đến nơi vào ngày 10 tháng 2. Tại đây nó được cho xuất biên chế vào ngày 10 tháng 6 năm 1946 và bị bán để tháo dỡ vào này 23 tháng 4 năm 1947.